# Ото (племя)

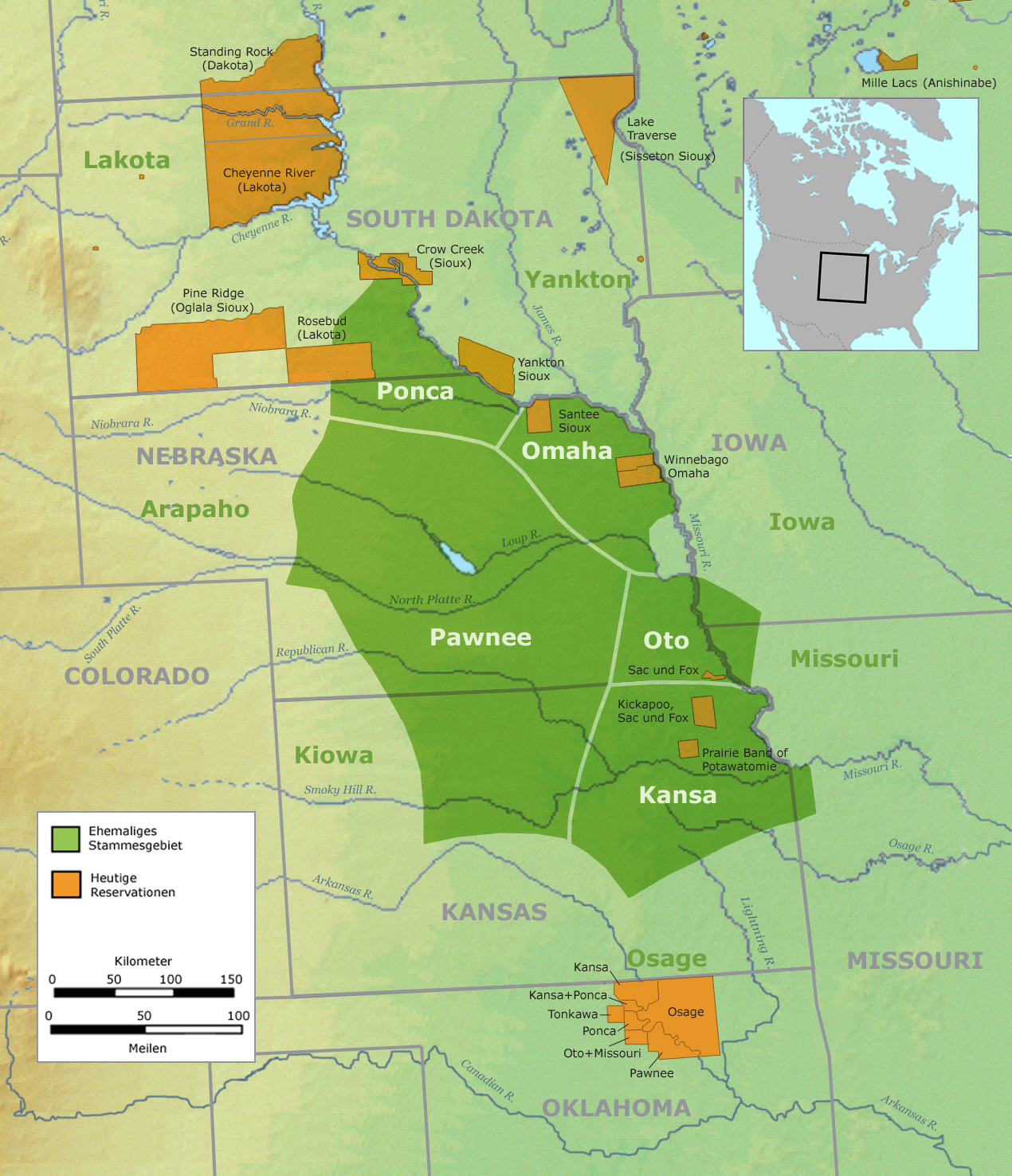
Территория племени ото в начале XIX века

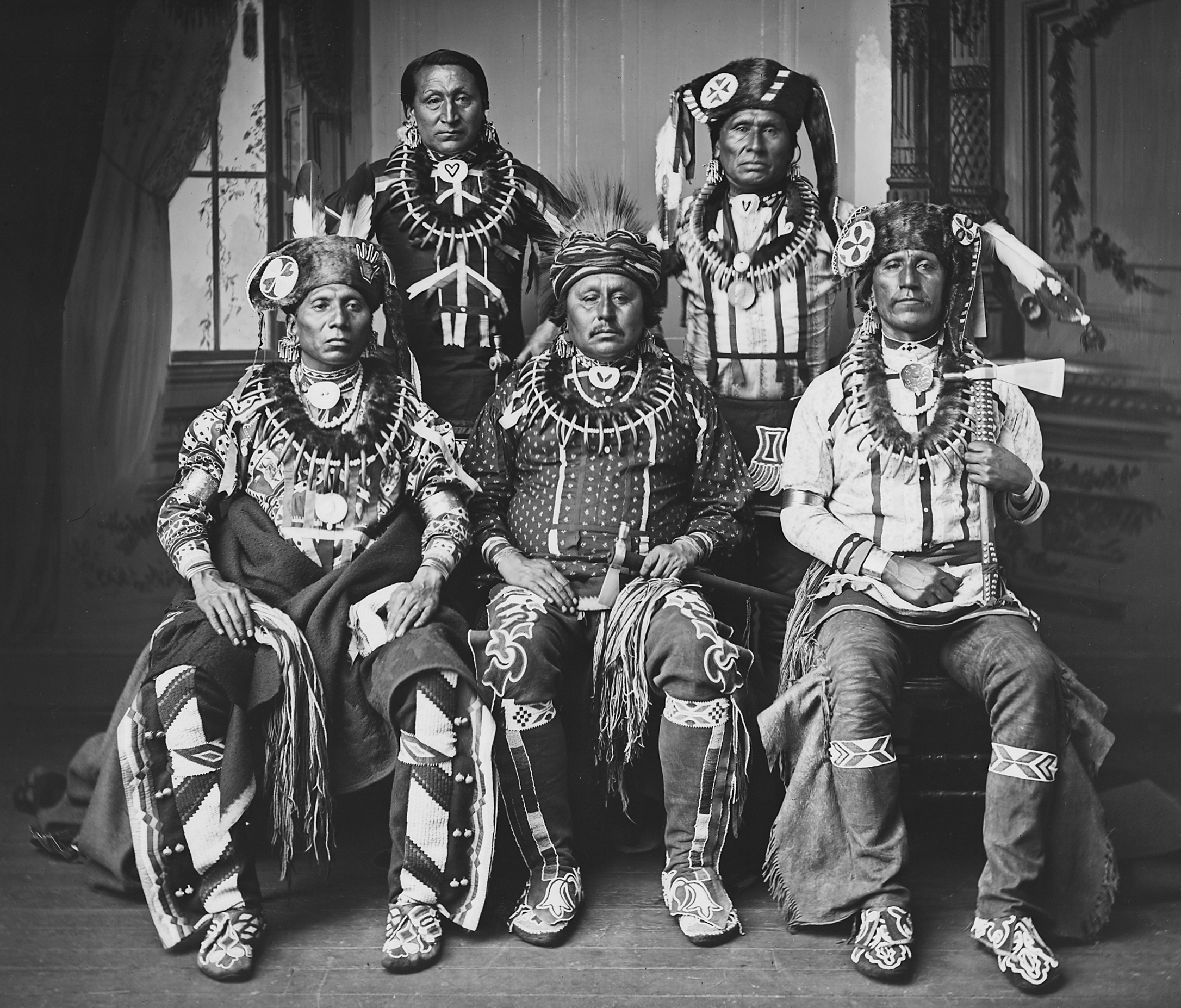
Делегация племени ото. Фотограф Джон Хиллерс

Ото — индейское племя сиуязычной семьи, вместе с айова и миссури формируют группу чивере. Название племени произошло от слова ватота — распутники. Согласно легенде, во время движения на запад ото отделились от миссури в результате инцидента, возникшего из-за дочери вождя последних.

## История
Согласно преданиям и лингвистическим свидетельствам ото когда-то были частью виннебаго, народа региона Великих Озёр. Незадолго до появления европейцев, группа чивере отделилась от виннебаго и начала мигрировать на юго-запад. В конечном итоге эта группа разделилась на три племени: айова, миссури и ото, последние обосновались в долине Немаха, на юго-востоке современной Небраски. Белые путешественники впервые упоминали ото в конце XVII века. В 1680 году два индейца ото посетили французский форт Кревекур. В 1720 ото присоединились к пауни и совместно разгромили испанскую экспедицию Педро де Вильясура, подтвердив свою лояльность Франции. Ото были первым племенем, с которым столкнулась экспедиция Льюиса и Кларка. Между 1817 и 1841, ото жили вблизи реки Платт в Небраске, за это время к ним присоединилось племя миссури. В 1842 году ото и миссури жили в нескольких маленьких поселениях. В результате эпидемий и войн с сауками, фоксами, сиу и команчами численность ото сильно сократилась.
В 1854 году ото продали большую часть своих земель, кроме маленькой резервации на реке Биг-Блу, подписав договор с правительством США. В 1880 году часть племени переместилась на Индейскую Территорию, а в 1882 оставшиеся ото покинули Небраску и вместе с миссури присоединились к родичам на Индейской Территории.

## Идеологический раскол племени
В конце 1870-х среди ото произошёл раскол, который разделил племя на квакеров и койотов. Последние желали сохранить свои старые традиции и переместились в резервацию сауков и фоксов. Через два года «квакеры» присоединились к «койотам» на Индейской Территории, где для них была образована новая резервация, между землями пауни и понка.

## Население
Численность ото в 1802 году составляла примерно 1700 человек. В дальнейшем она постоянно сокращалась: 1833 г. — 1200 чел., 1849 г. — 900 чел., 1867 г. — 511 чел. (вместе с миссури), 1886 г. — 334 чел. (также с миссури). В XX веке численность ото-миссури начала расти: в 1909 году она составляла около 390 человек, в 1950 году — 886 человек, а по переписи 1990 года — 1840 человек. Перепись 2000 года зарегистрировала 1470 ото-миссури, а с учётом лиц с примесью крови других племён и рас — 2444 человека. Численность же официально зарегистрированных членов племени ото-миссури составляла 1505 человек в 2001 году, 1478 человек в 2003 году и 1411 человек в 2005 году.